# Турач Шелли
Турач Шелли (лат. Scleroptila shelleyi) — вид птиц из семейства фазановых (Phasianidae). Видовое название дано в честь британского орнитолога Джорджа Эрнеста Шелли (1840—1910).

## Описание
Турач Шелли внешне похож на серую куропатку. Характерной особенностью является цвет нижней части тела и заметные в полёте небольшие ржавые пятна на крыльях. Длина тела около 33 см, масса 397—600 г.

## Распространение
Предпочитает горные саванны, луга, опушки леса на высоте от 700 до 3 000 м над уровнем моря, также встречается на сельскохозяйственных угодьях.

## Питание
Питается подземными частями растений, семенами и беспозвоночными, такими как улитки, термиты, муравьи и прямокрылые.

## Размножение
Моногамный вид. Гнездо представляет собой неглубокую ложбинку, наполненную травой, листьями и другим подобным материалом, которое хорошо замаскировано в траве или среди скал. Размножение наблюдается практически круглый год, но пик активности зависит от региона, так на юге Африки период гнездования длится с августа по январь, на востоке — с марта по июнь. В кладке 4—5 яиц. Высиживание длится 21—22 дня. 

## Классификация и ареал
Турач Шелли распространён на востоке и юго-востоке Африки. Международный союз орнитологов выделяет 3 подвида:
- Scleroptila shelleyi macarthuri (van Someren, 1938) — Chyulu Hills[англ.] (юго-восток Кении)
- Scleroptila shelleyi shelleyi (Ogilvie-Grant, 1890) [syn. Scleroptila shelleyi canidorsalis] — от юга Уганды и центра Танзании до севера ЮАР и запада Мозамбика
- Scleroptila shelleyi uluensis (Ogilvie-Grant, 1892) — центр и юг Кении, север Танзании